# Romanzoffia sitchensis
Romanzoffia sitchensis (лат.) — травянистое растение, вид рода Romanzoffia семейства Бурачниковые (Boraginaceae), произрастающий в западной части Северной Америки.

## Распространение и местообитание
Romanzoffia sitchensis произрастает в западной части Северной Америки от Аляски через Британскую Колумбию и Альберту до северной Калифорнии и Монтаны. Растёт на влажных скалах и уступах, обычно в горах на средних и высоких высотах, но спускается почти до уровня моря в ущелье реки Колумбия.

## Ботаническое описание

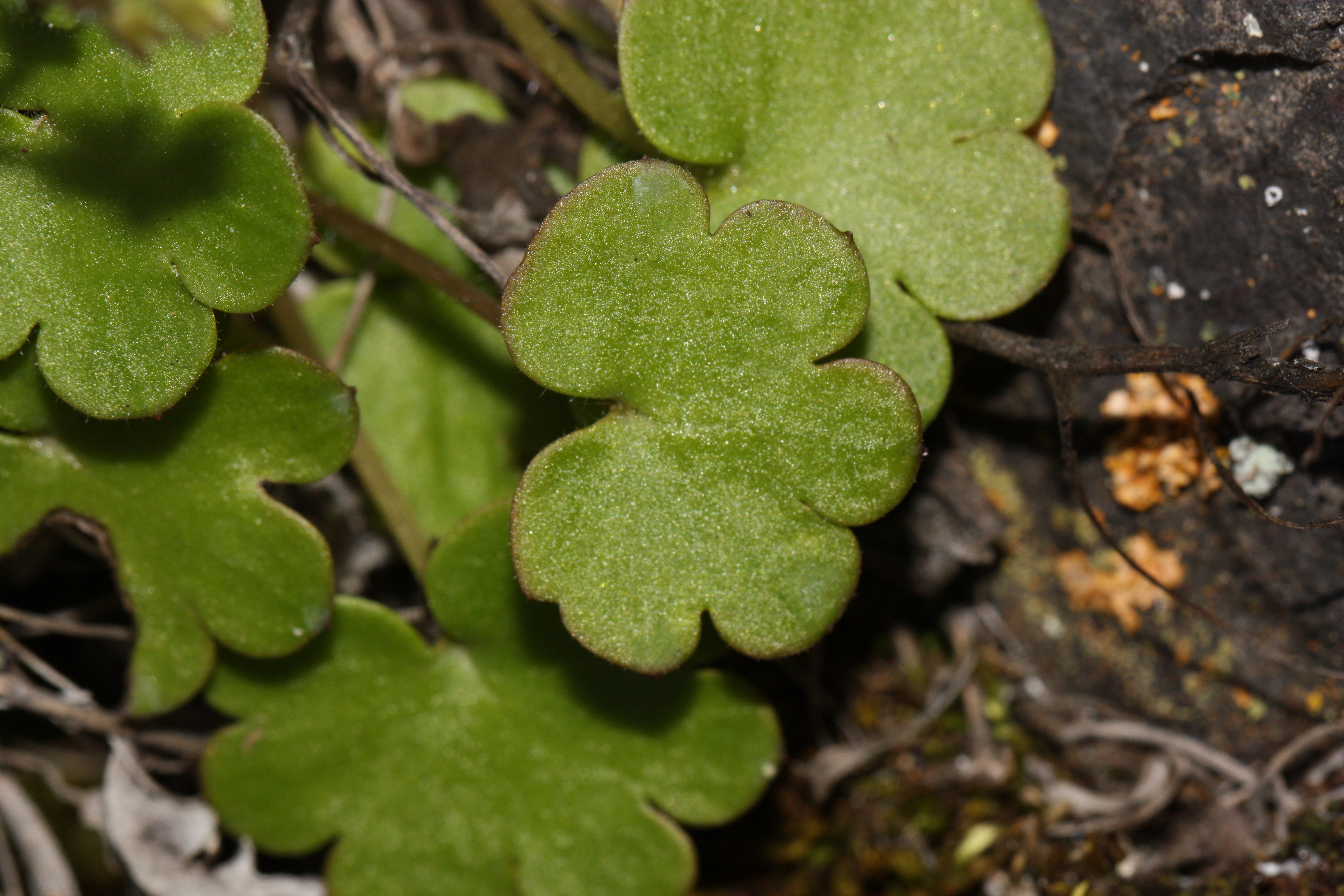
Листья

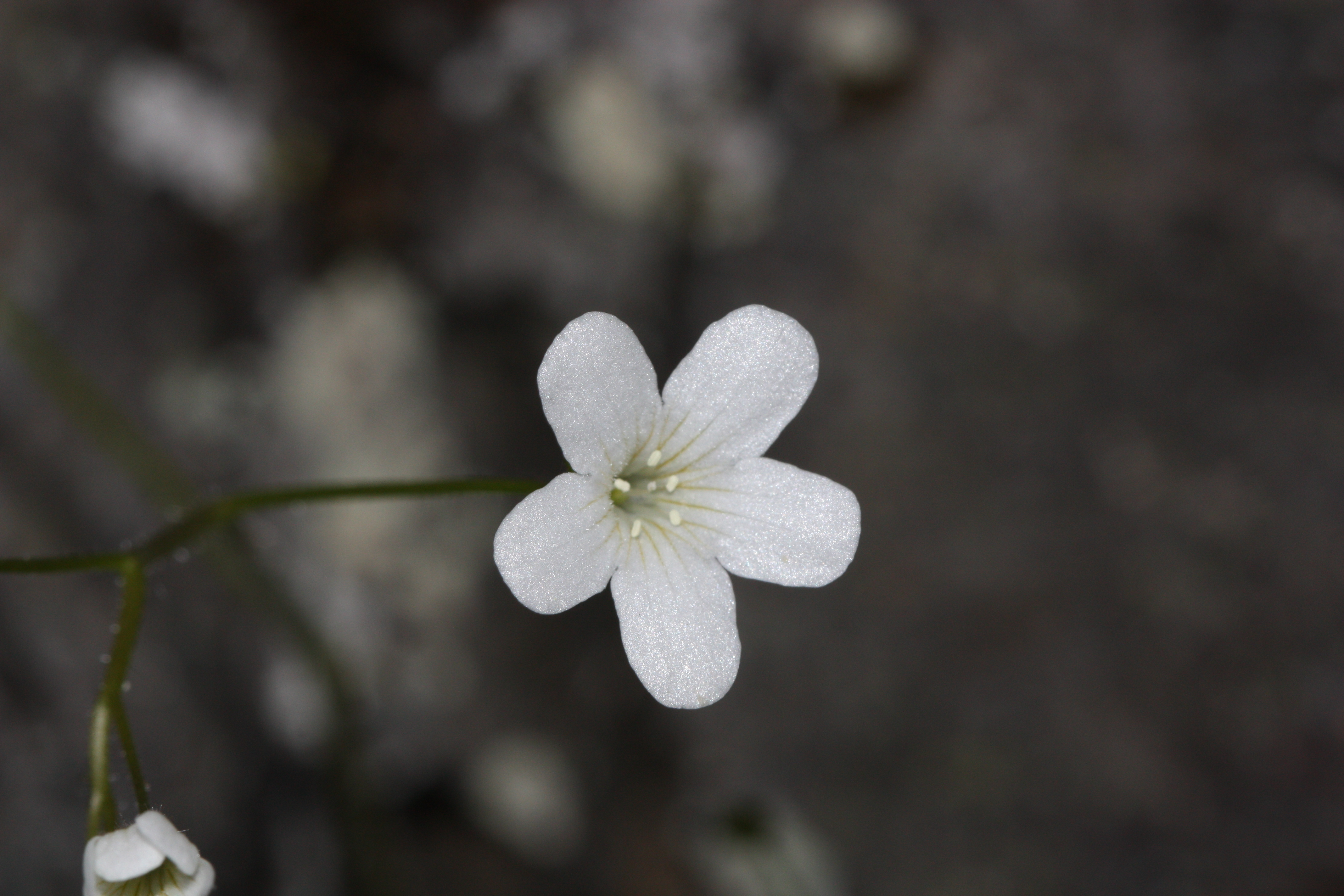
Цветок

Romanzoffia sitchensis — стройное многолетнее травянистое растение до 20 см, реже до 30 см в высоту. Стебель высокий, почти гладкий, за исключением мягких волосков по краям черешков. Основание стебля расширено, откуда появляются перекрывающиеся черешки листьев. Листовые пластинки несколько округлые или овальные, по краям лопастные. Листья преимущественно прикорневые, пластинки почковидно-округлые, 1-4 см в ширину, с пальчатыми прожилками и крупнозубчатые; черешки хорошо развиты, их основания расширяются и перекрываются. На стебле листья немногочисленные и либо расположены низко на стебле, или отсутствуют.
Цимозное соцветие представляет собой рыхлый, изогнутый или поникший монохазий, каждый цветок находится на небольшой прямостоячей цветоножке. Цветок имеет колоколообразный или воронкообразный венчик, длина которого может составлять чуть более 1 см, расположенный в чашечке из узких тонких чашелистиков. Венчик белого цвета, обычно с желтым зевом.
Плод представляет собой капсулу длиной менее 1 см.